# Somerford Booths
Somerford Booths – civil parish w Anglii, w hrabstwie ceremonialnym Cheshire, w dystrykcie (unitary authority) Cheshire East. W 2011 roku civil parish liczyła 181 mieszkańców. Somerford Booths jest wspomniana w Domesday Book (1086) jako Sumreford.